# Stenonia tuberosa
Stenonia tuberosa är en mångfotingart som beskrevs av Pocock 1893. Stenonia tuberosa ingår i släktet Stenonia och familjen Chelodesmidae. Inga underarter finns listade i Catalogue of Life.